# Murilo Cerqueira
Pour les articles homonymes, voir Cerqueira.
Murilo Cerqueira aussi appelé parfois juste Murilo, né le 27 mars 1997 à São Gonçalo dos Campos au Brésil, est un footballeur brésilien qui évolue au poste de défenseur central à la SE Palmeiras.

## Biographie

### Cruzeiro EC
Né à São Gonçalo dos Campos au Brésil, Murilo Cerqueira est formé au sein du club de Cruzeiro. Il joue son premier match avec l'équipe première le 21 mars 2017 contre le Joinville Esporte Clube (0-0). Il fait ses débuts en Serie A brésilienne le 9 juin 2017, contre le club de Bahia (défaite 1-0).
En septembre 2017, il remporte avec Cruzeiro la Coupe de Brésil, en battant le club de Flamengo en finale.
Il participe également à la Copa Libertadores en 2018 puis en 2019.

### Lokomotiv Moscou
Le 18 juin 2019, est annoncé le transfert de Murilo Cerqueira au Lokomotiv Moscou, qui s'engage pour un contrat de cinq ans, pour ce qui constitue sa première expérience en Europe. Murilo joue son premier match sous ses nouvelles couleurs le 15 juillet de la même année, face au FK Rubin Kazan, lors de la première journée de la saison 2019-2020 de Premier-Liga. Il est titularisé en défense centrale aux côtés du capitaine Vedran Ćorluka, et les deux équipes se neutralisent (1-1). 
Le 6 juillet de la même année, il remporte avec le Lokomotiv la Supercoupe de Russie, en battant le club du Zénith Saint-Pétersbourg.
Il participe ensuite à la phase de groupe de la Ligue des champions (cinq matchs joués).
Le 17 juillet 2021, Murilo est titulaire lors de la Supercoupe de Russie 2021 face au Zénith Saint-Pétersbourg. Son équipe s'incline par trois buts à zéro ce jour-là.

### SE Palmeiras
Le 12 janvier 2022, Murilo Cerqueira retourne au Brésil afin de rejoindre la SE Palmeiras. Il s'engage pour un contrat courant jusqu'en décembre 2026.

### En sélection
Le 12 octobre 2016, Murilo Cerqueira se fait remarquer en inscrivant un doublé avec l'équipe du Brésil des moins de 20 ans, lors d'un match amical face à l'Équateur, permettant à son équipe de s'imposer (0-3). 
En juin 2019, il participe avec les moins de 23 ans, au Tournoi de Toulon. Il joue quatre matchs lors de cette compétition. Le Brésil remporte le tournoi en battant le Japon en finale, après une séance de tirs au but.
Le 1er mars 2024, Murilo Cerqueira est convoqué pour la première fois avec l'équipe nationale du Brésil par le sélectionneur Dorival Júnior.

## Palmarès
- Vainqueur du Tournoi de Toulon en 2019 avec l'équipe du Brésil des moins de 23 ans
- Vainqueur de la Coupe de Brésil en 2017 avec Cruzeiro
- Vainqueur du Campeonato Mineiro en 2018 et 2019 avec Cruzeiro
- Vainqueur de la Supercoupe de Russie en 2019 avec le Lokomotiv Moscou